# Friendship People North-Caucasus Stage Race
El Friendship People North-Caucasus Stage Race és una competició ciclista per etapes que es disputa al Caucas del Nord (Rússia).

## Palmarès
| Any  | Vencedor           | Segon                | Tercer              |
| ---- | ------------------ | -------------------- | ------------------- |
| 2009 | Serguei Firsànov   | Aleksandr Budaraguin | Anton Samokhvalov   |
| 2010 | Serguei Firsànov   | Dmytro Kosyakov      | Evgeny Bachyn       |
| 2011 | Serguei Firsànov   | Maksim Razumov       | Ilnur Zakarin       |
| 2012 | Alexander Rotyakov | Sergey Nikolaev      | Dimitry Samokhvalov |
| 2013 | Sergey Belykh      | Anton Samokhvalov    | Dmitry Mokrov       |
| 2014 | Igor Frolov        | Ilya Gorodnichev     | Kirill Sinitsyn     |
| 2015 | Anton Samokhvalov  | Sergey Belykh        | Dimitry Samokhvalov |
| 2016 | Nikolay Cherkasov  | Petr Rikunov         | Stepan Kurianov     |
| 2017 | Igor Frolov        | Sergey Belykh        | Roman Kustadinchev  |
| 2018 | Anton Vorobyev     | Dmitriy Markov       | Sergey Belykh       |